# 剰余加群
抽象代数学において、加群と部分加群が与えられると、それらの剰余加群、商加群 (quotient module) を構成することができる。この構成は、以下で書かれるが、整数を整数 n を法として環を得る方法の類似である。合同式を見よ。剰余群や剰余環に用いられるのと同じ構成である。
環 R 上の加群 A と A の部分加群 B が与えられると、商空間 A/B は次の同値関係によって定義される。A の任意の元 a と b に対して
a ~ b ⇔ b − a は B の元。
A/B の元は同値類 [a] = { a + b : b ∈ B } である。
A/B の加法の演算 は2つの同値類に対してこれらの類の2つの代表元の和の同値類として定義される。R の元による積についても同様である。このようにして A/B はそれ自身 R 上の加群となり、商加群 や 剰余加群 (quotient module) と呼ばれる。記号で書けば、すべての a, b ∈ A と r ∈ R に対して [a] + [b] = [a+b], r·[a] = [r·a] である。

## 例
実数の環 R と R-加群 A = R[X]、実係数の多項式環を考えよう。A の部分加群
B = (X2 + 1) R[X]
つまり、X2+1 で割り切れるすべての多項式からなる部分加群を考えよう。この加群によって決定される同値関係は
P(X) ~ Q(X) ⇔ P(X) と Q(X) は X2 + 1 で割ったときに余りが同じになる
であることが従う。それゆえ、剰余加群 A/B において、X2 + 1 は 0 と同じである。なので A/B を R[X] から X2 + 1 = 0 とすることによって得られると考えることができる。この剰余加群は複素数全体と、R上の加群として同型である。